# (6799) Citfiftythree
(6799) Citfiftythree (1993 KM) – planetoida z grupy pasa głównego asteroid okrążająca Słońce w ciągu 5,6 lat w średniej odległości 3,15 j.a. Odkryta 17 maja 1993 roku.